# Satanas agha
Satanas agha är en tvåvingeart som beskrevs av Engel 1934. Satanas agha ingår i släktet Satanas och familjen rovflugor. Inga underarter finns listade i Catalogue of Life.